# Đơn vị đo lường tại Séc
Mỗi địa phương trên đất nước Séc đã từng có sự khác nhau về đơn vị đo lường như đo chiều dài, diện tích, dung tích, v.v. Năm 1876, Séc lấy hệ mét làm quy chuẩn; tuy nhiên, các đơn vị đo mang tính địa phương và các đơn vị đo cũ vẫn còn được sử dụng.

## Các đơn vị đo lường mang tính địa phương trong nửa đầu thế kỷ 20

### Chiều dài
- 1 látro bằng 1,917 m.[1]

#### Bohemia
Có những đơn vị đo đặc trưng cho vùng đất Bohemia.
- 1 stopa (hoặc střevíc) = 0,296 m.[1][3]
- 1 sáh = 1,778 m.
- 1 míle = 7,003 km.

#### Praha
Ở Praha, 1 loket tương đương 0,593 m. 1 stopa = 0,2965 m.

#### Moravia
Tương tự như ở Bohemia và Praha, Moravia cũng có hệ đơn vị đo lường mang tính địa phương.
- 1 stopa (hoặc střevíc) = 0,284 m.[1][3]
- 1 loket = 0,594 m.

#### Silesia
Các đơn vị đo lường địa phương cũng được sử dụng tại Silesia.
- 1 loket = 0,579 m.
- 1 míle = 6,483 km.
- 1 stopa = 0,2895 m.[3]

### Khu vực

#### Bohemia
Ở Bohemia, 1 měřice bằng 1999 m². 1 korec (hay strych hoặc míra) bằng 2878 m².
- 1 jitro = 2 korec.
- 1 lán = 60 korec.

### Dung tích
Một số đơn vị địa phương cũng được áp dụng để đo dung tích. 1 měřice Moravia bằng 70,6 L. 1 korec (hay 1 strych) bằng 93,592 L.